# Llista de monuments de Biosca
Llista de monuments de Biosca inclosos en l'Inventari del Patrimoni Arquitectònic Català pel municipi de Biosca (Solsonès). Inclou els inscrits en el Registre de Béns Culturals d'Interès Nacional (BCIN) amb la classificació de monuments històrics, els Béns Culturals d'Interès Local (BCIL) de caràcter immoble i la resta de béns arquitectònics integrants del patrimoni cultural català.
| Monument                                                       | Protecció   | Estil/època                        | Localització                                                     | Coordenades                                          | Codi?         | Imatge |
| -------------------------------------------------------------- | ----------- | ---------------------------------- | ---------------------------------------------------------------- | ---------------------------------------------------- | ------------- | --- |
| Castell de Lloberola                                           | BCIN 546-MH | Preromànic, romànic X, XII         | Biosca A la part més alta de Lloberola                           | 41° 53′ 21″ N, 1° 21′ 45″ E / 41.889095°N,1.362630°E | RI-51-0006282 | Castell de Lloberola (Biosca) · Vegeu més fotos d'aquest monument · Carregueu una nova foto d'aquest monument                    |
| Castell de Biosca                                              | BCIN 908-MH | Romànic XI, XIX                    | Biosca A la part més alta del poble                              | 41° 50′ 35″ N, 1° 21′ 34″ E / 41.843072°N,1.359453°E | RI-51-0006281 | Castell de Biosca · Vegeu més fotos d'aquest monument · Carregueu una nova foto d'aquest monument                                |
| Cal Borres                                                     | BCIL 1998   | Obra popular XVII-XVIII            | Biosca Pl. Major, 5                                              | 41° 50′ 32″ N, 1° 21′ 30″ E / 41.842209°N,1.358418°E | IPA-16917     | Cal Borres (Biosca) · Vegeu més fotos d'aquest monument · Carregueu una nova foto d'aquest monument                              |
| Casa del Mossèn Ramón                                          | BCIL 2010   | Barroc, obra popular XVII          | Biosca Pl. Concepció, 6                                          | 41° 50′ 33″ N, 1° 21′ 30″ E / 41.842631°N,1.358299°E | IPA-25716     | Casa del Mossèn Ramón (Biosca) · Vegeu més fotos d'aquest monument · Carregueu una nova foto d'aquest monument                   |
| Església de Sant Pelegrí, o Santuari de la Mare de Déu del Pla | BCIL 2010   | Romànic XII                        | Biosca Ctra. de Guissona, a 1 km                                 | 41° 49′ 53″ N, 1° 20′ 56″ E / 41.831494°N,1.348829°E | IPA-25717     | Església de Sant Pelegrí (Biosca) · Vegeu més fotos d'aquest monument · Carregueu una nova foto d'aquest monument                |
| Església de Santa Maria                                        | BCIL 2010   | Neoclassicisme, obra popular XVIII | Biosca Pl. Major                                                 | 41° 50′ 32″ N, 1° 21′ 32″ E / 41.842143°N,1.358830°E | IPA-25718     | Església de Santa Maria (Biosca) · Vegeu més fotos d'aquest monument · Carregueu una nova foto d'aquest monument                 |
| Mas d'en Lluc                                                  | BCIL 2010   | Obra popular XVIII                 | Biosca Lloberola                                                 | 41° 54′ 51″ N, 1° 23′ 04″ E / 41.914119°N,1.384473°E | IPA-25719     | Mas d'en Lluc (Biosca) · Vegeu més fotos d'aquest monument · Carregueu una nova foto d'aquest monument                           |
| Mas del Viladrosa                                              | BCIL 2010   | Obra popular XVIII                 | Biosca Camí de la Malgosa a Viladrosa                            | 41° 51′ 49″ N, 1° 21′ 32″ E / 41.863687°N,1.358893°E | IPA-25722     | Mas del Viladrosa (Biosca) · Vegeu més fotos d'aquest monument · Carregueu una nova foto d'aquest monument                       |
| Ermita de Santa Susanna                                        |             | Romànic XII                        | Biosca i Sanaüja Camí de la Melgosa                              | 41° 52′ 45″ N, 1° 20′ 18″ E / 41.879085°N,1.338319°E | IPA-25723     | Ermita de Santa Susanna (Biosca i Sanaüja) · Vegeu més fotos d'aquest monument · Carregueu una nova foto d'aquest monument       |
| Mas de Xuriguera                                               | BCIL 2010   | Barroc, obra popular XVII-XVIII    | Biosca Ctra. C-451, km 4                                         | 41° 51′ 52″ N, 1° 22′ 14″ E / 41.864526°N,1.370661°E | IPA-25726     | Mas de Xuriguera (Biosca) · Vegeu més fotos d'aquest monument · Carregueu una nova foto d'aquest monument                        |
| Ermita de Sant Miquel del Mas d'en Forn                        | BCIL 2010   | Romànic XI                         | Biosca Camí del Mas d'en Forn, Lloberola                         | 41° 55′ 14″ N, 1° 21′ 57″ E / 41.920664°N,1.365816°E | IPA-25727     | Ermita de Sant Miquel del Mas d'en Forn (Biosca) · Vegeu més fotos d'aquest monument · Carregueu una nova foto d'aquest monument |
| Mas la Melgosa                                                 | BCIL 2010   | Obra popular XVI-XVII              | Biosca Camí de la Malgosa, Lloberola                             | 41° 52′ 35″ N, 1° 20′ 56″ E / 41.876400°N,1.349012°E | IPA-25728     | Mas la Melgosa (Biosca) · Vegeu més fotos d'aquest monument · Carregueu una nova foto d'aquest monument                          |
| Església de Sant Andreu de Montconill                          | BCIL 2010   | Romànic XI-XII                     | Biosca Montconill                                                | 41° 54′ 00″ N, 1° 24′ 21″ E / 41.900132°N,1.405757°E | IPA-25730     | Església de Sant Andreu de Montconill (Biosca) · Vegeu més fotos d'aquest monument · Carregueu una nova foto d'aquest monument   |
| Església de Santa Maria de Lloberola, o Santa Maria del Solà   | BCIL 2010   | Romànic XIII                       | Biosca Camí al mas del Venqué, Lloberola                         | 41° 53′ 37″ N, 1° 22′ 45″ E / 41.893598°N,1.379057°E | IPA-25732     | Església de Santa Maria de Lloberola (Biosca) · Vegeu més fotos d'aquest monument · Carregueu una nova foto d'aquest monument    |
| Cementiri de Lloberola                                         | BCIL 2010   | Gòtic XIV                          | Biosca Pl. l'Església, Lloberola                                 | 41° 53′ 20″ N, 1° 21′ 46″ E / 41.888823°N,1.362707°E | IPA-25734     | Cementiri de Lloberola (Biosca) · Vegeu més fotos d'aquest monument · Carregueu una nova foto d'aquest monument                  |
| Església de Sant Miquel de Lloberola                           | BCIL 2010   | Barroc XVII                        | Biosca Pl. l'Església, Lloberola                                 | 41° 53′ 20″ N, 1° 21′ 45″ E / 41.888976°N,1.362408°E | IPA-25735     | Església de Sant Miquel de Lloberola (Biosca) · Vegeu més fotos d'aquest monument · Carregueu una nova foto d'aquest monument    |
| Portal de la Vila, Portal del carrer Pasterola                 | BCIL 2010   | Obra popular Medieval              | Biosca C. Pasterola                                              | 41° 50′ 33″ N, 1° 21′ 32″ E / 41.842420°N,1.358979°E | IPA-25741     | Portal de la Vila (Biosca) · Vegeu més fotos d'aquest monument · Carregueu una nova foto d'aquest monument                       |
| Mas del Venque                                                 |             | Obra popular XVIII                 | Biosca Lloberola                                                 | 41° 53′ 51″ N, 1° 22′ 41″ E / 41.897441°N,1.378188°E | IPA-25742     | Mas del Venque (Biosca) · Vegeu més fotos d'aquest monument · Carregueu una nova foto d'aquest monument                          |
| Església de Sant Pere Sasserra                                 | BCIL 2010   | Romànic XII                        | Biosca Ctra. C-451, km 7                                         | 41° 52′ 51″ N, 1° 24′ 10″ E / 41.880806°N,1.402779°E | IPA-30930     | Església de Sant Pere Sasserra (Biosca) · Vegeu més fotos d'aquest monument · Carregueu una nova foto d'aquest monument          |
| Creu de terme de Biosca, Creu de la Vila                       |             |                                    | Biosca Ctra. C-451, km 9                                         | 41° 53′ 12″ N, 1° 24′ 44″ E / 41.886709°N,1.412132°E | IPA-34634     | Creu de terme (Biosca) · Vegeu més fotos d'aquest monument · Carregueu una nova foto d'aquest monument                           |
| Grifé                                                          |             | Obra popular XIX                   | Biosca Ctra. de Biosca a Solsona                                 | 41° 51′ 12″ N, 1° 22′ 09″ E / 41.853277°N,1.369110°E | IPA-34636     | Mas de Grifé (Biosca) · Vegeu més fotos d'aquest monument · Carregueu una nova foto d'aquest monument                            |
| Les Cases                                                      |             | Obra popular XIX                   | Biosca Camí de les Cases                                         | 41° 50′ 51″ N, 1° 23′ 38″ E / 41.847434°N,1.393879°E | IPA-34637     | Les Cases (Biosca) · Vegeu més fotos d'aquest monument · Carregueu una nova foto d'aquest monument                               |
| L'Estany (Biosca)                                              |             | Obra popular XIX                   | Biosca Ctra. C-451, km 6                                         | 41° 52′ 40″ N, 1° 23′ 02″ E / 41.877758°N,1.383811°E | IPA-34638     | Mas de l'Estany (Biosca) · Vegeu més fotos d'aquest monument · Carregueu una nova foto d'aquest monument                         |
| Manonelles                                                     |             | Obra popular XVIII                 | Biosca Camí de Manonelles                                        | 41° 50′ 38″ N, 1° 23′ 17″ E / 41.843892°N,1.388180°E | IPA-34639     | Mas de Manonelles (Biosca) · Vegeu més fotos d'aquest monument · Carregueu una nova foto d'aquest monument                       |
| Coscó                                                          |             | Obra popular XVIII                 | Biosca Camí de Coscó                                             | 41° 51′ 14″ N, 1° 22′ 47″ E / 41.853777°N,1.379584°E | IPA-34640     | Mas Coscó (Biosca) · Vegeu més fotos d'aquest monument · Carregueu una nova foto d'aquest monument                               |
| Padollers                                                      |             | Obra popular XVIII                 | Biosca Ctra. C-451, km 7                                         | 41° 52′ 43″ N, 1° 24′ 16″ E / 41.878690°N,1.404443°E | IPA-34641     | Mas de Padollers (Biosca) · Vegeu més fotos d'aquest monument · Carregueu una nova foto d'aquest monument                        |
| Mas del Bibé, o Mas del Viver                                  |             | Obra popular XIX                   | Biosca Camí de Viver                                             | 41° 51′ 44″ N, 1° 21′ 11″ E / 41.862104°N,1.353024°E | IPA-34642     | Mas del Viver (Biosca) · Vegeu més fotos d'aquest monument · Carregueu una nova foto d'aquest monument                           |
| La Teuleria                                                    |             | Obra popular XIX                   | Biosca Camí de la Teuleria                                       | 41° 51′ 44″ N, 1° 23′ 02″ E / 41.862134°N,1.383981°E | IPA-34643     | Mas de la Teuleria (Biosca) · Vegeu més fotos d'aquest monument · Carregueu una nova foto d'aquest monument                      |
| La Condal                                                      |             | Obra popular XIX                   | Biosca Camí de la Comdal                                         | 41° 51′ 14″ N, 1° 23′ 13″ E / 41.853798°N,1.386868°E | IPA-34645     | Mas de la Condal (Biosca) · Vegeu més fotos d'aquest monument · Carregueu una nova foto d'aquest monument                        |
| Bertrans                                                       |             | Obra popular XVIII                 | Biosca Camí de Bertrans                                          | 41° 54′ 29″ N, 1° 22′ 37″ E / 41.907958°N,1.376936°E | IPA-34646     | Masia de Bertrans (Biosca) · Vegeu més fotos d'aquest monument · Carregueu una nova foto d'aquest monument                       |
| La Vila                                                        |             | Obra popular XVIII                 | Biosca Camí del Mas de la Vila                                   | 41° 53′ 20″ N, 1° 24′ 12″ E / 41.888853°N,1.403235°E | IPA-34647     | Mas de la Vila (Biosca) · Vegeu més fotos d'aquest monument · Carregueu una nova foto d'aquest monument                          |
| Huguets                                                        |             | Obra popular XIX                   | Biosca Camí del Mas d'Huguets                                    | 41° 53′ 45″ N, 1° 24′ 29″ E / 41.895885°N,1.408059°E | IPA-34648     | Mas d'Huguets (Biosca) · Vegeu més fotos d'aquest monument · Carregueu una nova foto d'aquest monument                           |
| Mas de Sant Pere                                               |             | Obra popular XVIII                 | Biosca Ctra. C-451, km 7                                         | 41° 52′ 50″ N, 1° 24′ 10″ E / 41.880634°N,1.402873°E | IPA-34649     | Mas de Sant Pere (Biosca) · Vegeu més fotos d'aquest monument · Carregueu una nova foto d'aquest monument                        |
| Cal Canut                                                      |             | Obra popular XVIII                 | Biosca Ctra. C-451, km 7                                         | 41° 52′ 47″ N, 1° 24′ 11″ E / 41.879591°N,1.403020°E | IPA-34650     | Cal Canut (Biosca) · Vegeu més fotos d'aquest monument · Carregueu una nova foto d'aquest monument                               |
| Serrabona                                                      |             | Obra popular XIX                   | Biosca Camí de la Malgosa                                        | 41° 52′ 32″ N, 1° 21′ 00″ E / 41.875520°N,1.350128°E | IPA-34651     | Mas del Serrabona (Biosca) · Vegeu més fotos d'aquest monument · Carregueu una nova foto d'aquest monument                       |
| Cal Vinyaire, o Cal Vinyaire de la Melgosa                     |             | Obra popular XIX                   | Biosca Camí del Vinyaire                                         | 41° 52′ 06″ N, 1° 21′ 04″ E / 41.868395°N,1.351004°E | IPA-34652     | Cal Vinyaire (Biosca) · Vegeu més fotos d'aquest monument · Carregueu una nova foto d'aquest monument                            |
| Mas de Pedrafita                                               |             | Obra popular XIX                   | Biosca Camí de Pedrafita                                         | 41° 51′ 54″ N, 1° 20′ 48″ E / 41.864945°N,1.346562°E | IPA-34653     | Mas de Pedrafita (Biosca) · Vegeu més fotos d'aquest monument · Carregueu una nova foto d'aquest monument                        |
| Mas de la Coromina                                             |             | Obra popular XIX                   | Biosca Camí de la Ribereta, Lloberola                            | 41° 54′ 14″ N, 1° 24′ 15″ E / 41.903980°N,1.404293°E | IPA-34654     | Mas de la Coromina (Biosca) · Vegeu més fotos d'aquest monument · Carregueu una nova foto d'aquest monument                      |
| La Caseta, o la Caseta de Bertrans                             |             | Obra popular XVIII                 | Biosca Camí de la Caseta de Bertrans                             | 41° 53′ 58″ N, 1° 22′ 05″ E / 41.899445°N,1.368017°E | IPA-34655     | La Caseta (Biosca) · Vegeu més fotos d'aquest monument · Carregueu una nova foto d'aquest monument                               |
| L'Estudi de Lloberola                                          |             | Obra popular XX                    | Biosca Ctra. de Xoriguera, Lloberola                             | 41° 53′ 17″ N, 1° 21′ 47″ E / 41.887996°N,1.363144°E | IPA-34656     | L'Estudi de Lloberola (Biosca) · Vegeu més fotos d'aquest monument · Carregueu una nova foto d'aquest monument                   |
| Povia                                                          |             | Obra popular XVIII                 | Biosca Camí de Povia                                             | 41° 54′ 09″ N, 1° 23′ 14″ E / 41.902509°N,1.387301°E | IPA-34657     | Mas Povia (Biosca) · Vegeu més fotos d'aquest monument · Carregueu una nova foto d'aquest monument                               |
| Mas de Calinyó ó Galinyó                                       |             | Obra popular XIX                   | Biosca Ctra. de Xoriguera a Lloberola, km 2                      | 41° 52′ 29″ N, 1° 22′ 00″ E / 41.874605°N,1.366757°E | IPA-34659     | Mas de Calinyó (Biosca) · Vegeu més fotos d'aquest monument · Carregueu una nova foto d'aquest monument                          |
| Casa pairal de les Cots                                        |             | Obra popular XVIII                 | Biosca Camí de les Cots, Lloberola                               | 41° 53′ 49″ N, 1° 21′ 48″ E / 41.897081°N,1.363328°E | IPA-34660     | Casa pairal de les Cots (Biosca) · Vegeu més fotos d'aquest monument · Carregueu una nova foto d'aquest monument                 |
| La Torre                                                       |             | Historicisme XXI                   | Biosca Camí de Bertrans, Lloberola                               | 41° 53′ 58″ N, 1° 21′ 31″ E / 41.899571°N,1.358551°E | IPA-34661     | La Torre (Biosca) · Vegeu més fotos d'aquest monument · Carregueu una nova foto d'aquest monument                                |
| Cabana del Coi                                                 |             | Obra popular XX Inici              | Biosca Ctra. C-1412 direcció Biosca, km 21, a 20 m a mà esquerra | 41° 49′ 11″ N, 1° 22′ 48″ E / 41.819857°N,1.379978°E | IPA-35654     | Cabana del Coi (Biosca) · Vegeu més fotos d'aquest monument · Carregueu una nova foto d'aquest monument                          |
| Pont de Biosca                                                 |             | Obra popular                       | Biosca                                                           | 41° 50′ 31″ N, 1° 21′ 30″ E / 41.842064°N,1.358374°E | IPA-36993     | Pont de Biosca · Vegeu més fotos d'aquest monument · Carregueu una nova foto d'aquest monument                                   |
| Molí del Venque, Molí del Benca                                | BCIL 2010   | Obra popular XVIII-XX              | Biosca Dreta del torrent de Sanaüja                              | 41° 53′ 29″ N, 1° 22′ 04″ E / 41.891338°N,1.367913°E | IPA-37106     | Carregueu una nova foto d'aquest monument                                                                                        |
| Creu de terme de Sant Pelegrí                                  |             |                                    | Biosca Ctra. LV-113, km 28,4                                     | 41° 49′ 52″ N, 1° 20′ 54″ E / 41.831151°N,1.348353°E | IPA-40006     | Creu de terme de Sant Pelegrí (Biosca) · Vegeu més fotos d'aquest monument · Carregueu una nova foto d'aquest monument           |
| Construcció a la zona del Venque                               |             |                                    | Biosca                                                           |                                                      | IPA-50939     | Carregueu una nova foto d'aquest monument                                                                                        |